# Černěves
Obec Černěves se nachází v okresu Litoměřice asi 4 km severně od města Roudnice nad Labem. Žije v ní 239 obyvatel.

## Název
Původní název obce byl Čermněves (což znamená Červená ves). Název obce Červená ves se odvozuje od barvy kůry okolních lesních borovicových porostů.

## Historie obce
Katastrální území obce bylo osídleno již v době kamenné, což je doloženo nálezem žárového hrobu v roce 1945. Osídlení Slovany se objevuje kolem roku 500.[zdroj⁠?!]
První písemná zmínka o obci je z roku 1233, kdy Vladislav I. potvrdil smlouvu o koupi osady Černěves za peníze získané prodejem obce Tisá, ku prospěchu kanovníků mělnického kostela. V roce 1617 přechází část Černěvsi pod doksanský klášter. Roku 1617 Polyxena z Lobkovic, manželka Vojtěcha z Lobkovic, koupila panství Brozany, a tím získala klášterní část Černěvsi.

## Obyvatelstvo
|           | 1869 | 1880 | 1890 | 1900 | 1910 | 1921 | 1930 | 1950 | 1961 | 1970 | 1980 | 1991 | 2001 | 2011 |
| --------- | ---- | ---- | ---- | ---- | ---- | ---- | ---- | ---- | ---- | ---- | ---- | ---- | ---- | ---- |
| Obyvatelé | 267  | 259  | 307  | 347  | 361  | 359  | 361  | 244  | 255  | 232  | 234  | 212  | 212  | 209  |
| Domy      | 42   | 40   | 45   | 58   | 61   | 68   | 76   | 91   | 81   | 79   | 69   | 91   | 95   | 93   |

## Pamětihodnosti
Výraznou památkou obce je kostel svatého Prokopa, jehož loď byla postavena v době románské.

## Galerie

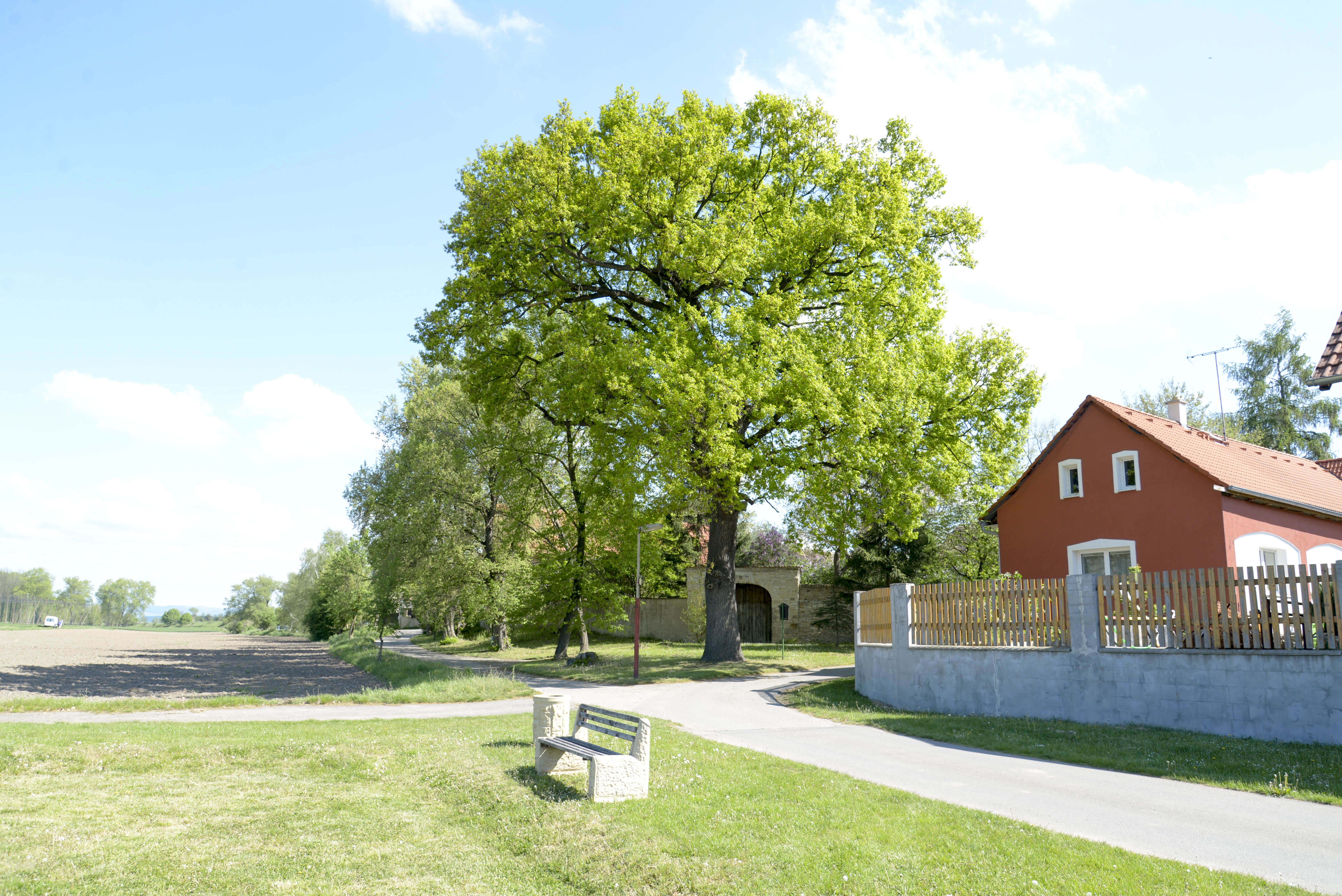
Dub na rozcestí
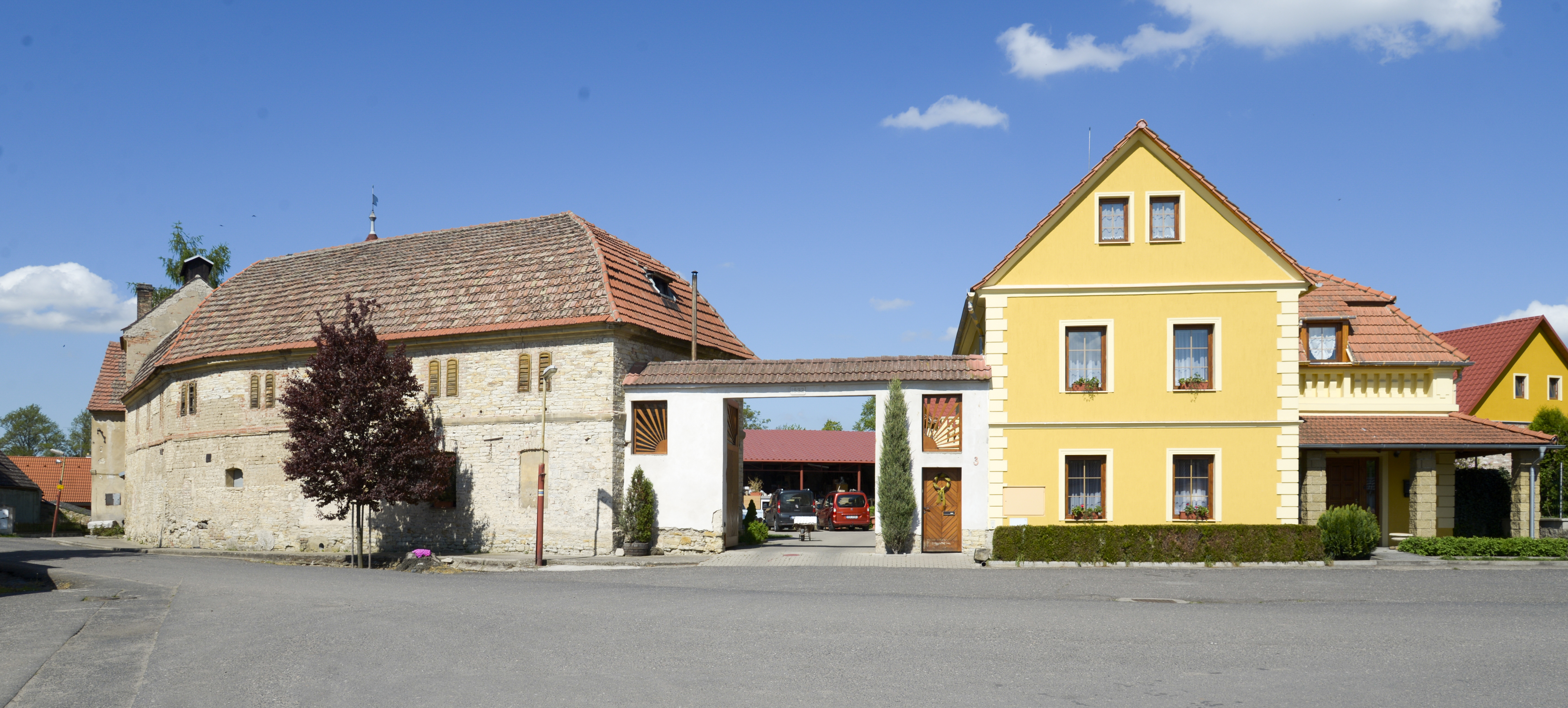
Náves
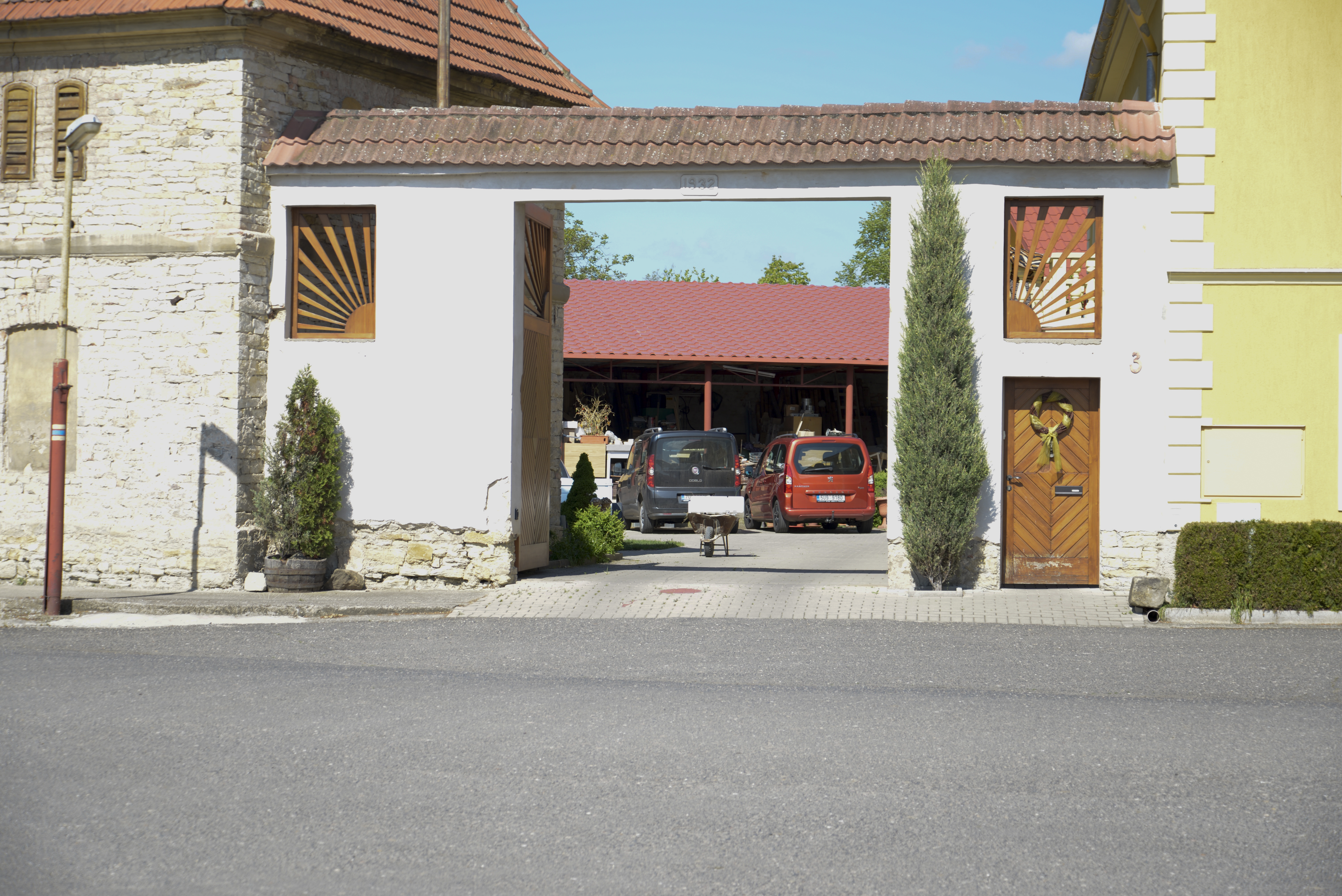
Brána na návsi
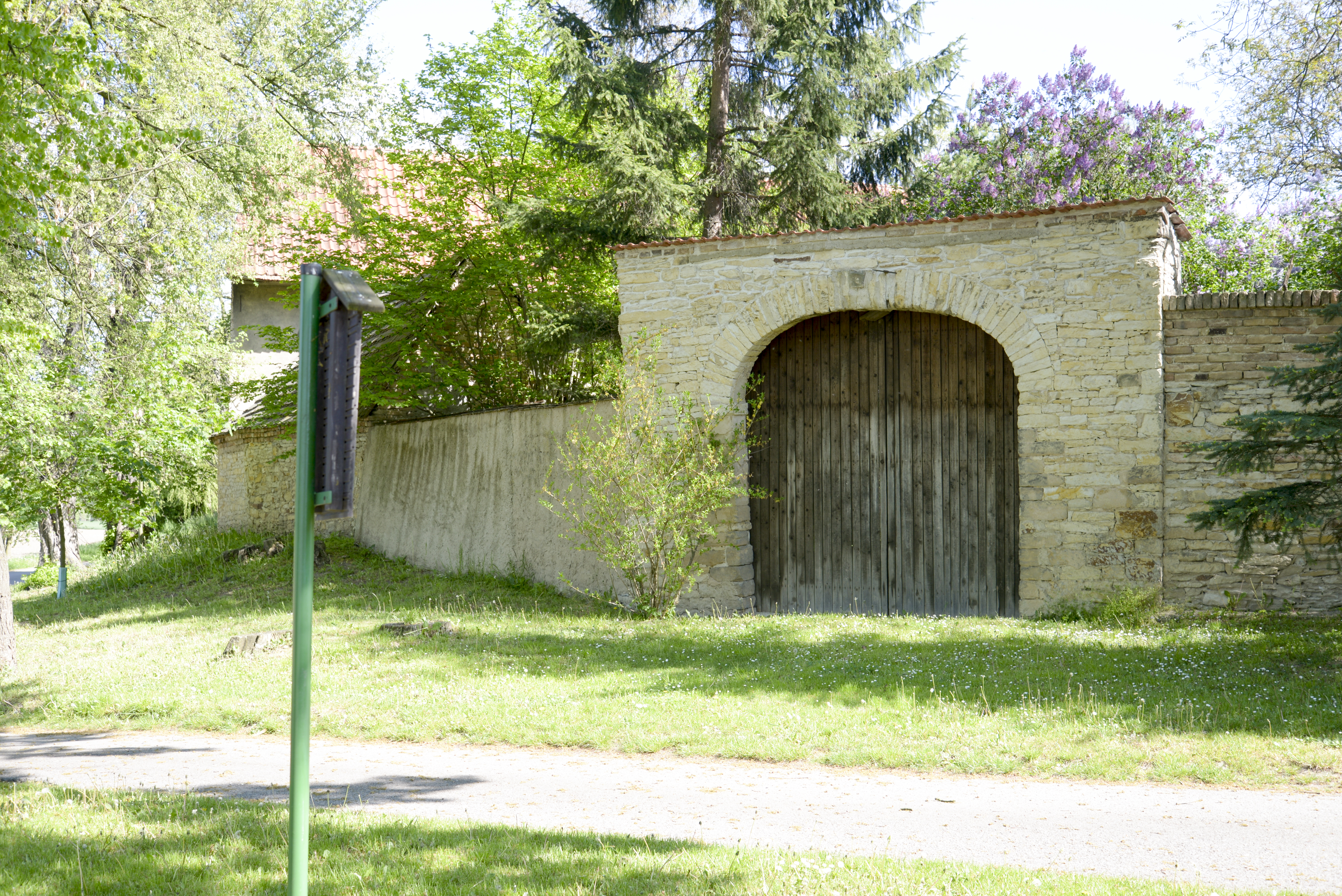
Brána
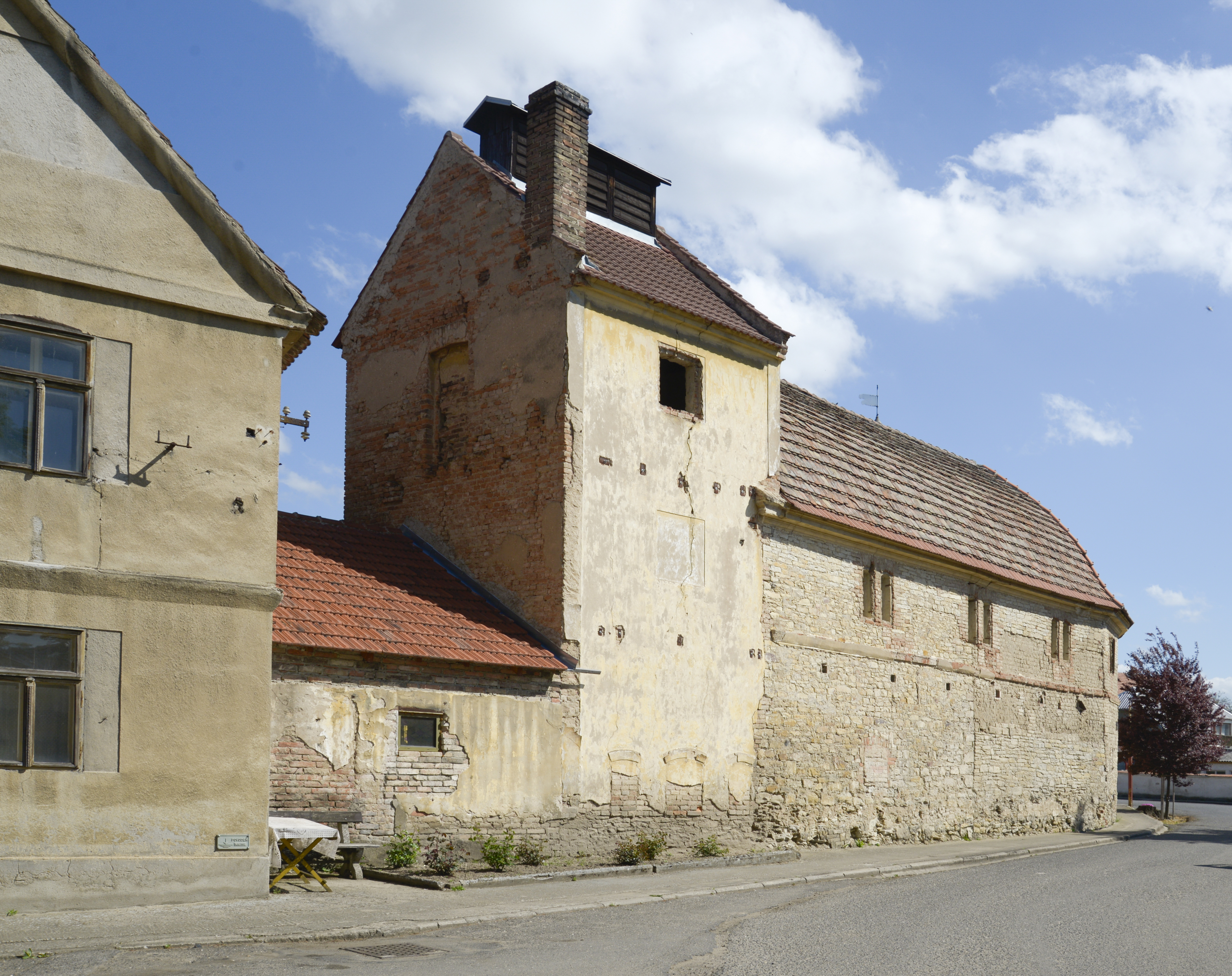
Bývalá sýpka